# Tergeste (città antica)
Tergeste (o Tergestum) era l'antica città di Trieste di epoca romana. Era un villaggio degli Illiri. Più tardi divenne città, fortezza e porto militare.

## Toponimo
Etimologicamente, il toponimo di Trieste deriva dal venetico Tergeste, formato da terg ("mercato") combinato con -este, un suffisso tipico dei toponimi venetici. Strabone, tuttavia, fa risalire il nome Tergestum all'espressione latina ter gestum bellum ("guerra per tre volte"), con riferimento a tre battaglie combattute contro gli Histri.

## Territorio
Tergeste si affacciava sull'omonimo golfo nella parte più settentrionale dell'Alto Adriatico. Il territorio cittadino era occupato prevalentemente da un pendio collinare che diventa montagna anche nelle zone limitrofe all'abitato; si trovava ai piedi di un'imponente scarpata che dall'altopiano del Carso digrada bruscamente verso il mare.

## Storia

### Preistoria
Il territorio dove attualmente sorge la città di Trieste e il suo retroterra carsico divennero sede stabile dell'uomo durante il Neolitico. A partire dall'età del bronzo tardivo iniziò a svilupparsi in regione la Cultura dei castellieri da parte di popoli preindoeuropei. Dopo il X secolo a.C. è documentata la presenza sul Carso dei primi nuclei di indoeuropei, gli Istri, che tuttavia, con ogni probabilità, non furono i primi abitanti della futura Trieste, nonostante la presenza in zona di alcuni castellieri che essi stessi avevano edificato. La fondazione del primo nucleo della romana Tergeste sembrerebbe infatti imputabile al popolo dei Veneti, come testimoniato dalle radici venetiche del nome (Terg ed Este) e da altri importanti reperti. Strabone tuttavia, fa risalire la fondazione di Tergeste al popolo celtico dei Carni. Lo stesso autore scrive di "Ter gestum bello", cioè di tre battaglie contro gli Histri, all'origine del nome del "frourio" o forte di Tergestum .

### Età romana

Pianta della città romana.

Nel 178 a.C., Aulo Manlio Vulsone intraprendeva una nuova guerra contro le popolazioni dell'Istria, a protezione anche dell'allora appena formata colonia di Aquileia, avendo come alleato Catmelo, re dei Taurisci, forte di 3.000 armati. Il console, che si era accampato nel golfo di Muggia, presso Tergeste, venne attaccato dal re nemico Epulone, che riuscì a espugnare i due avamposti romani e il campo di una legione. Vulsone allora, chiamata in aiuto la seconda legione, sorprese a sua volta gli Istri che stavano saccheggiando il campo romano.
A seguito della conquista romana (II secolo a.C.) la località divenne municipio di diritto latino con il nome di Tergeste, sviluppandosi e acquisendo una netta fisionomia urbana già in epoca augustea. Ottenne lo statuto di colonia romana della tribù Pupinia, probabilmente dopo la battaglia di Filippi (42-41 a.C.). Secondo quanto narra Appiano di Alessandria, la popolazione degli Iapodi, definita come una tribù forte e selvaggia, invase i territori romani fino ad Aquileia per due volte nell'arco di vent'anni (certamente nel 52 a.C. e alcuni anni più tardo), riuscendo a saccheggiare la stessa Tergeste. E se gli Iapodi avevano compiuto numerose incursioni e la colonia di Pola era stata distrutta, i pirati Liburni infestavano l'Adriatico, mentre i Dalmati erano ancora indipendenti e pericolosi. Questa situazione costrinse Ottaviano, ormai padrone incontrastato del Mondo romano occidentale, ad intraprendere di persona una serie di campagne in direzione del fiume Sava in Pannonia e della costa dell'Illiria. L'obbiettivo principale era di spingersi fino alla roccaforte di Segesta, dai Romani chiamata Siscia (Sisak).
Tergeste divenne durante il periodo imperiale colonia romana, sotto Vespasiano. Raggiunse la sua massima espansione durante il principato di Traiano, con una popolazione che, secondo Pietro Kandler, doveva aggirarsi sui 12.000 - 12.500 abitanti (solo negli anni sessanta del XVIII secolo la città raggiunse nuovamente la consistenza demografica di età romana).
Nella parte bassa del colle di san Giusto verso il mare è ancor oggi possibile osservare i resti della città romana, nonostante le numerose costruzioni moderne che ne coprono, in parte, la visuale.

## Archeologia della città antica
L'importanza strategica dell'antica città è anche indicata dalla sue possenti mura. Fatte di blocchi di pietra, esse circondavano la città, partendo dalle zone collinari fino a scendere verso il mare. Trieste, infatti, possedeva un porto (in zona Campo Marzio) e una serie di scali di modeste dimensioni lungo il litorale: sotto il promontorio di San Vito; a Grignano, in prossimità di alcune ville patrizie; a Santa Croce, ecc.). Il fabbisogno idrico della città era all'epoca soddisfatto da due acquedotti: quello di Bagnoli e quello di San Giovanni di Guardiella.
Due edifici offrono una chiara testimonianza dell'importanza di Trieste in epoca romana: il teatro, della fine del I secolo a.C. (ma ampliato sotto Traiano dal evergete Quintus Petronius Modestus), con una capienza di circa 6.000 spettatori, e la basilica paleocristiana, edificata fra il IV e il V secolo, contenente alcuni superbi mosaici, segno tangibile della ricchezza della chiesa locale e della città di Tergeste fino a tarda età imperiale.
Sul colle di San Giusto sono tuttora visibili alcuni resti dei templi a Giove e Minerva. Di quest'ultimo si sono conservate alcune strutture architettoniche nelle fondamenta della cattedrale, identificabili dall'esterno grazie ad apposite aperture nelle pareti del campanile e nel sottosuolo (tramite accesso dal Museo civico di storia ed arte di Trieste). La basilica cristiana databile alla prima metà del V secolo, fu scoperta sotto l'attuale cattedrale di San Giusto.
Si trattava di una costruzione che si adattava ad un precedente tempio romano costruito all'età di Domiziano e forse restaurato sotto gli imperatori Adriano o Antonino Pio. Fu costruito forse da un certo Publio Palpellio Clodio Quirinale, praefectus classis della flotta militare di Ravenna attorno all'80. E prima di questo tempio esisteva un monumento equestre dedicato a Gaio Calpentano Ranzio Quirinalo Valerio Festo, consul suffectus nel 71.
A nord del tempio, si apriva il foro (la piazza principale della città antica), annesso con un portico alla basilica civile, che era divisa in tre navate con un'abside interna. Il donatore era Quinto Baieno Blassiano, procuratore di Traiano prima del 120-125.
Altro monumento romano mantenutosi in discrete condizioni fino ai giorni nostri è l'Arco di Riccardo, antica porta cittadina edificata nella seconda metà del I secolo a.C. A Barcola, Grignano e altre località della costa sono stati rinvenuti resti di ville appartenenti al patriziato locale e in massima parte erette nel I e II secolo.
Importante fu il collegamento effettuato dall'imperatore Flavio Vespasiano. Tuttora rimane il tracciato denominato proprio Via Flavia (costruita nel 78-79), antica strada romana della regione augustea X Venetia et Histria, fino in Dalmazia (ma si è supposto che dovesse originariamente prolungarsi sino alla antica Grecia), costeggiando il litorale istriano e passando da Pola e Fiume.
Altra importante strada che passava attraverso la città antica era la Via Gemina, che collegava Aquileia ad Emona (la moderna Lubiana) e che fu costruita dopo il 14 a.C. dalla legio XIII Gemina. Si aggiunga che quest'ultima strada, seguiva il primo tratto della via dell'ambra, che poi proseguiva fino al Danubio, presso Carnuntum'.

## Galleria d'immagini

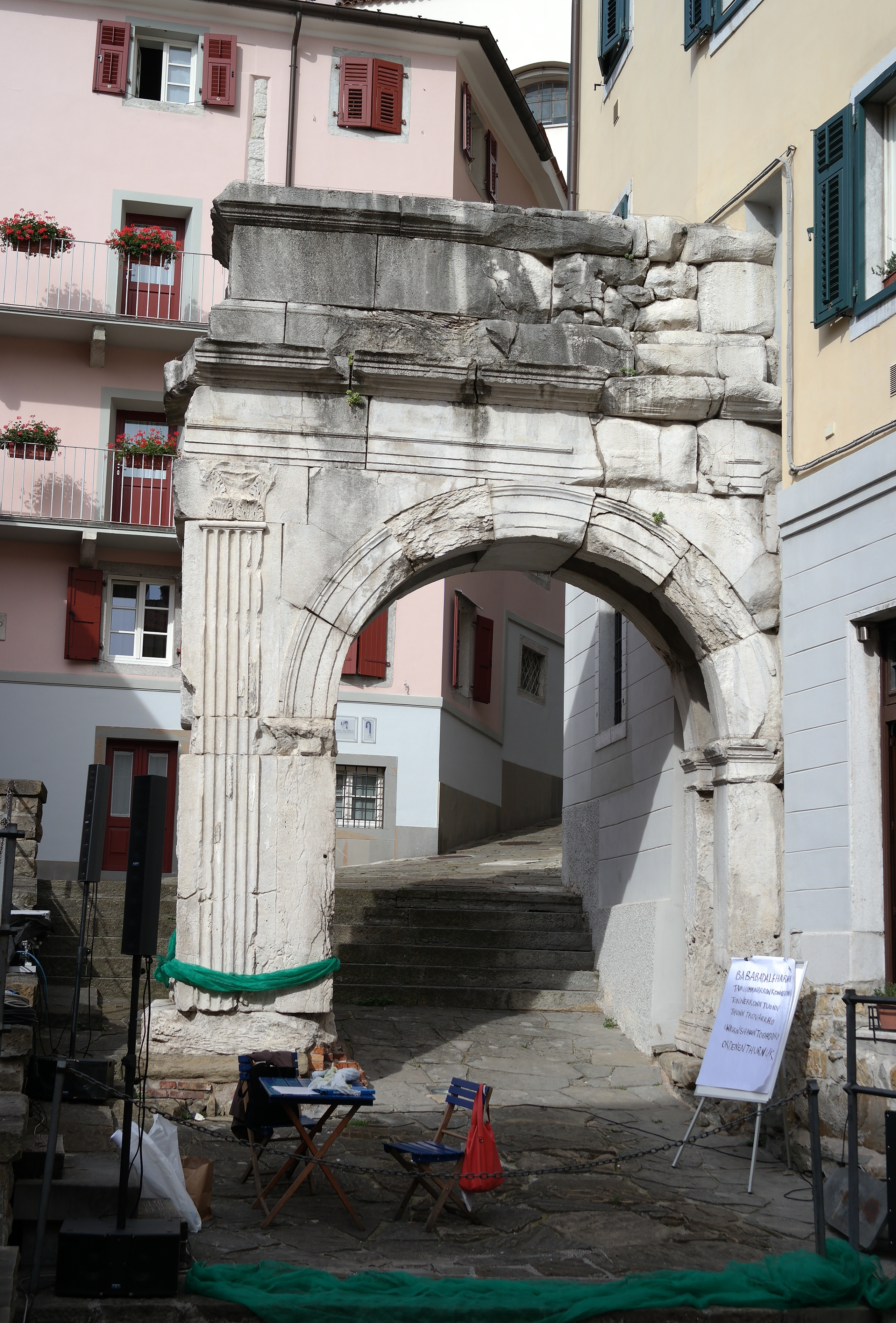
Arco romano detto "di Riccardo"
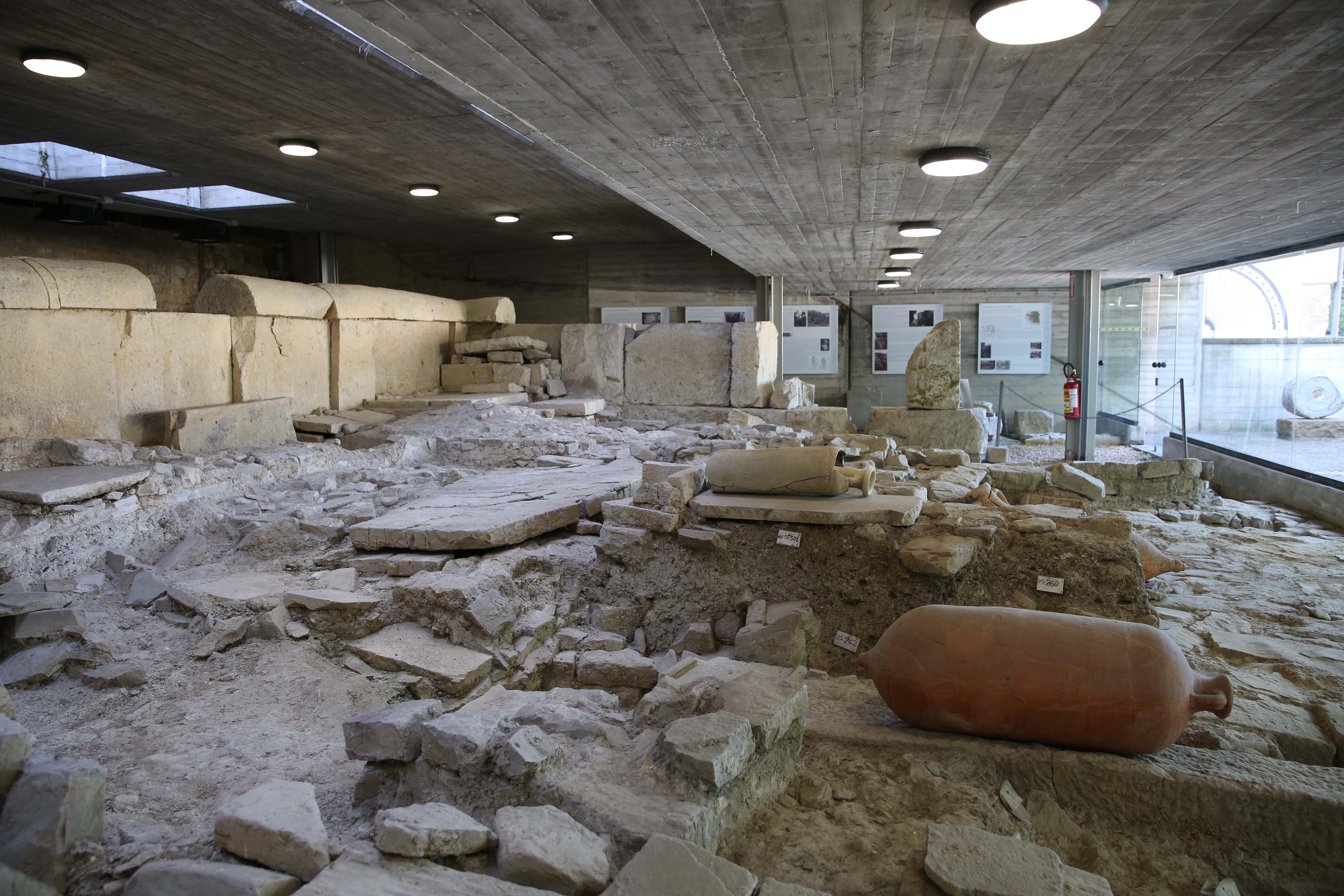
Antiquarium di via Donota (domus e sepolcreto)
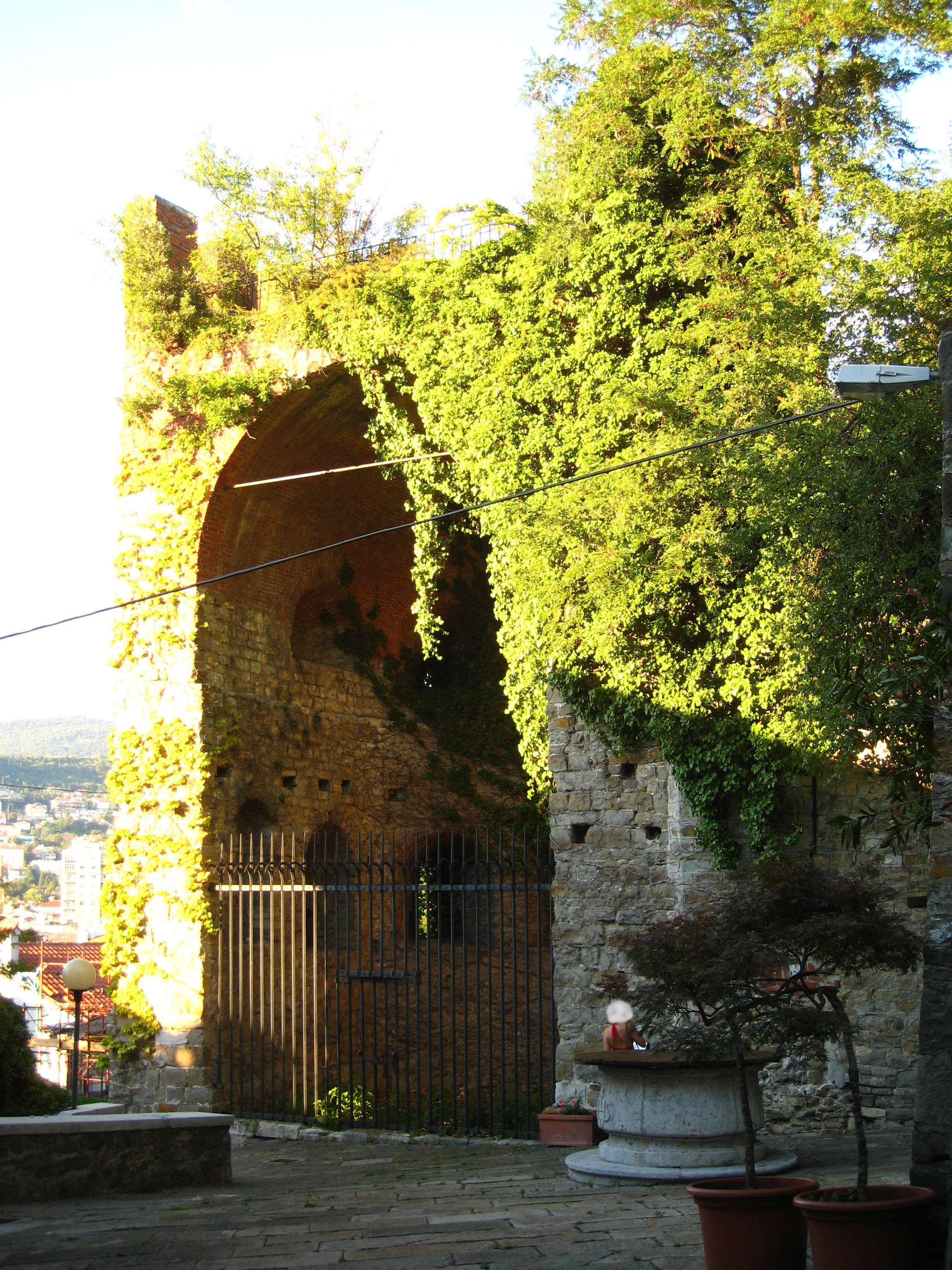
Salendo lungo il pendio del colle di San Giusto si incontra Tor Chucherna, l'unica torre di osservazione rimasta della cinta delle antiche mura
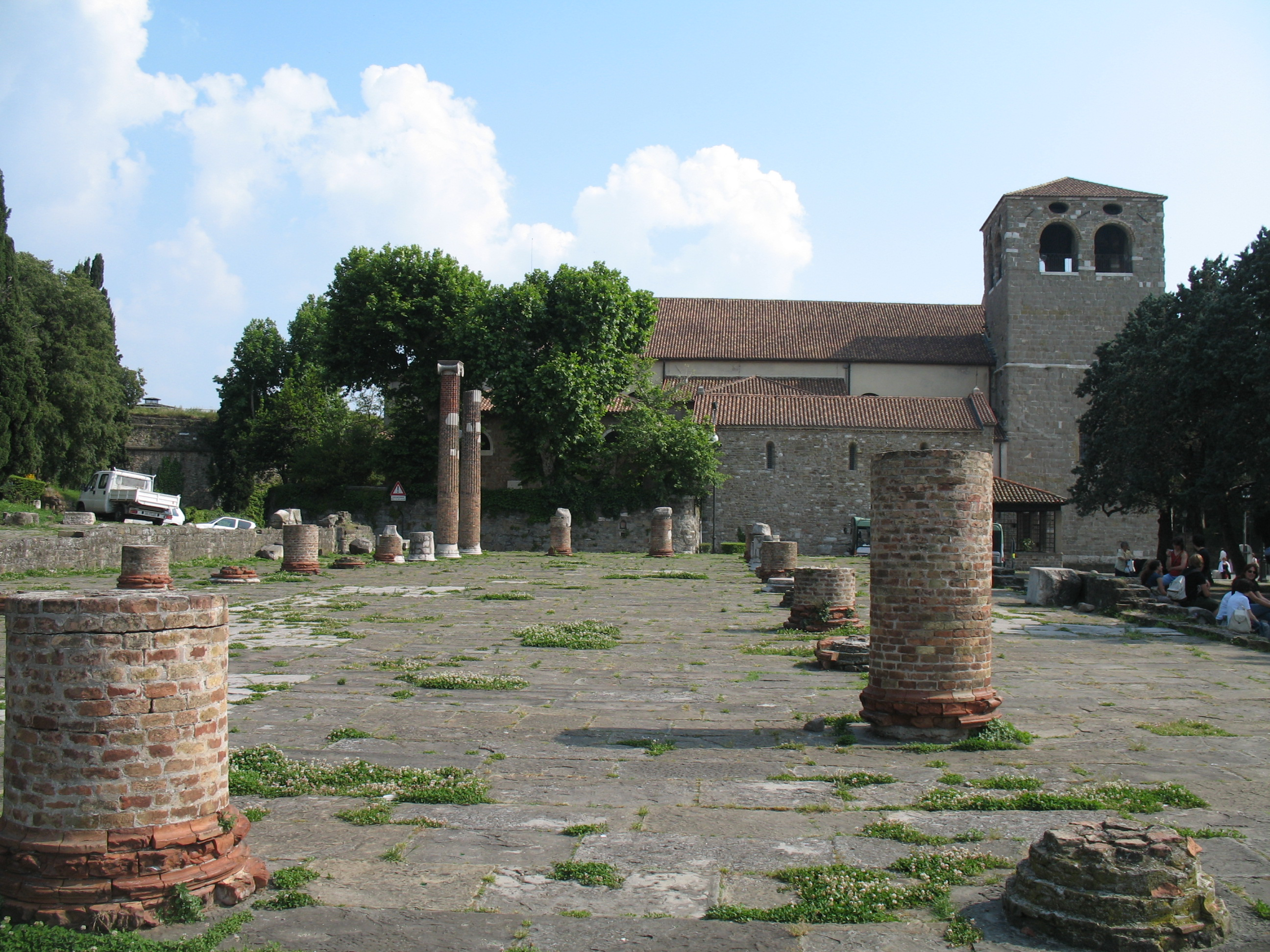
Il foro romano e la cattedrale sulla sommità del colle di San Giusto
Il teatro romano di Trieste visto dalla cavea